# Alexandrie Alexandra
Alexandrie Alexandra is een disconummer gecomponeerd in 1977 door Jean-Pierre Bourtayre en Claude François, met tekst geschreven door Étienne Roda-Gil en uitgevoerd door Claude François.
Het werd uitgebracht in december 1977 op het album Magnolias for Ever en vervolgens in 45 toeren op 15 maart 1978, de dag van de begrafenis van de zanger, die een dodelijk ongeluk had gekregen op 11 maart 1978.
Er werden meer dan 800.000 exemplaren in Frankrijk verkocht en het nummer is nog altijd een van de grootste successen van Claude François. Het blijft, met Magnolias for Ever, een van de liedjes van Claude François die 45 jaar na de uitgave nog steeds frequent in de Franse nachtclubs worden afgespeeld.

## Achtergrond
Kort voor de creatie en opname van Alexandrie Alexandra was Lamont Dozier, artiest van Tamla Motown, in Frankrijk voor de promotie van zijn nieuwe album. Claude François ontmoette hem tijdens het televisieprogramma Musique en Music van Jacques Martin. Dozier en François kwamen goed overeen en Dozier werd te eten uitgenodigd bij François thuis in Dannemois om hem voor te stellen aan Jean-Pierre Bourtayre. Ze spraken over muziek tijdens het eten, waarna François Dozier uitnodigde om aan de piano te gaan zitten. Hij speelde de inleiding van zijn nummer Going Back to My Roots (een titel die later populair zou worden door de groep Odyssey in 1981). Deze intro inspireerde de muzikale structuur van de titel Alexandrie Alexandra.
De muziek is van Jean-Pierre Bourtayre en Claude François, en de tekst van Étienne Roda-Gil. Het liedje bezingt  Egypte, het geboorteland van Claude François, in de vorm van de stad Alexandrië gezien als mooi meisje, Alexandra. 
Het begint met de islamitische sluier (“voiles sur les filles”), dan de Nijl, de vuurtoren van Alexandrië, de legendarische sirenen en de barracuda: "J'ai plus d'appétit/ Qu'un Barracuda/ Je te mangerai crue si tu n'me retiens pas". Het nummer is ook beroemd om zijn choreografie, waarbij de armen tegen de romp worden gebogen en vervolgens naar voren worden gegooid alsof ze iets willen vangen.
Op 17 februari 1978 vroeg François aan Jeff Barnel om de tekst in het Arabisch te vertalen. Maar door zijn vroege dood kreeg hij nooit de kans om het in het Arabisch uit te voeren.
Er zijn twee versies van Alexandrie Alexandra: de eerste op 45 toeren is het bekendst, en een tweede, waarop de elektrische gitaar aan het begin sterk naar voren komt. Deze tweede versie werd gebruikt voor de tv-clip voor RTL in december 1977, waar het beeld met opzet vervaagt: François liet vaseline op de lens van de camera smeren.

## Opname
Alexandrie Alexandra werd tegelijk met de rest van het album opgenomen, namelijk in oktober 1977 (enkele fragmenten waren te zien in het programma I want to be you, uitgezonden in december 1977). Orkestraties en koren werden opgenomen in de Trident Studios in Londen. Het mixen van de 45-toerenversie gebeurde op 9 februari 1978 onder leiding van geluidstechnicus Bernard Estardy in de CBE-studio's in Parijs.

## Uitgave
De titel werd in december 1977 uitgebracht op het album Magnolias for Ever. François wilde dat de 45-toerenversie zou worden uitgebracht op woensdag 15 maart 1978 (in een versie die qua orkestratie nogal verschilt van de 33-toeren en 12 seconden korter is; deze versie staat op de verschillende platen en compilaties van Claude François). Op de B-kant staat het liedje Ève. De hoes van de 45-toerenplaat was de laatste die door François gemaakt werd. Deze plaat werd uitgebracht in Canada, en ook in Madagaskar en België met een andere hoes.

### Herwerkingen
In 1998 werd een technomixversie van Alexandrie Alexandra uitgebracht, die op de 45e plaats in de Top 50 kwam. Voor de 40e verjaardag van het nummer werd in december 2017 een lange versie van 8 minuten en 10 seconden uitgebracht in digitale versie. Daarnaast werden begin 2018 twee digitale formaten uitgebracht:
- een uitgave met twee titels met de lange versie en de instrumentale versie
- een enkele editie met een nieuwe versie van 5 minuten

Er kwam ook een 45-toeren vinyl-maxi in gelimiteerde oplage uit met de drie bovengenoemde versies naast de originele versie uit 1977.
De lange versie verscheen ook op het herinneringsalbum Claude François For Ever, uitgebracht in februari 2018. Om de geest van het origineel te behouden wilde Claude François Jr de productie van deze versie toevertrouwen aan Slim Pezin, met Raymond Donnet co-arrangeur van de originele opname. Alle instrumenten en vocalen die in deze nieuwe mix te horen zijn, komen van de originele multitrack-tape uit 1977. Deze jubileummix voor het veertigjarig jubileum laat de koperblazers en violen in stereo horen, terwijl ze tot dan toe in mono waren vanwege de 24 sporen waartoe producties destijds beperkt waren. Dat levert een sensatie op van een breder en voller geluidsspectrum.